# Pierre Plantard
Pierre Plantard (Parigi, 18 marzo 1920 – Colombes, 3 febbraio 2000) è stato uno scrittore, esoterista e politico francese.
Di mestiere disegnatore tecnico, è noto per aver affermato di essere l'ultimo discendente della dinastia dei re Merovingi, e per essere Gran Maestro di una antica organizzazione, il Priorato di Sion al centro di teorie del complotto e pseudostoria spesso in collegamento con la presunta linea di sangue di Gesù e la leggenda del Sacro Graal.

## Biografia
Figlio unico appartenente a una famiglia di modeste condizioni (il padre è cameriere d'albergo, la madre casalinga), termina gli studi a 17 anni.
Diventato sagrestano della chiesa di Saint-Louis-d'Antin, nel IX arrondissement di Parigi, svolge attività politica come militante in varie associazioni d'estrema destra, sino a fondare lui stesso dei gruppi antisemiti come "Rénovation nationale française" o "Alpha Galates".
Acquista notorietà come coautore nel 1967 dei cosiddetti dossiers segreti di Henri Lobineau.
Plantard, a conforto di una sua antica discendenza dai re merovingi, adotta pseudonimi evocativi della sua nobiltà di sangue come "Varran de Verestra", "Pierre De France", "Chyren" e, dopo il 1975, si nomina come "Pierre Athanase Marie Plantard de Saint-Clair" (si parla della famiglia Sinclair in riferimento alla leggenda templare della Cappella di Rosslyn in Scozia, ma in realtà Plantard non aveva parentela nemmeno con questi nobili scozzesi). Cerca anche di rivendicare, come "merovingio", quindi antecedente ai Carolingi e ai Capetingi, il trono di Francia al posto dei legittimisti (Borbone di Francia) e degli orleanisti (Borbone-Orléans), ma senza alcun seguito tra i monarchici francesi.

### L'esperienza politica
Plantard si cimenterà nella politica per circa vent'anni nell'ambito dell'estrema destra francese.
Dopo una breve esperienza nell'"Action française" di Charles Maurras, fonda il 27 dicembre 1937, a 17 anni, "Alpha Galates", movimento d'estrema destra schierato con il regime collaborazionista di Vichy.
Il bollettino mensile di quattro pagine dell'associazione, dal titolo Vincere - Per una giovane cavalleria, viene pubblicato e distribuito gratuitamente solo in sei occasioni, tra il settembre 1942 e il febbraio 1943, con articoli a firma di "Pierre de France" o "Pierre de France-Plantard".
Nel dicembre del 1940 Plantard si presenta come dirigente della "Rénovation nationale française". Il 21 aprile del 1941, scrive al Prefetto per rendergli noto che il suo movimento politico ha deciso «con l'appoggio delle autorità germaniche, di prendere possesso del locale non occupato situato al n° 22 di piazza Malesherbes, affittato all'ebreo inglese M. Shapiro». Il permesso gli sarà negato dalle autorità tedesche il 3 settembre del 1941.
Dopo la liberazione della Francia dall'occupazione tedesca, Plantard tenta di far passare le sue organizzazioni come gruppi di resistenza partigiana.
Nella crisi politica del maggio 1958, nell'ambito della Rivoluzione algerina, dichiara di essere uno degli organizzatori dei comitati di salute pubblica in Francia.

### L'esperienza esoterica
Il suo interesse per l'esoterismo si sviluppa con i contatti che Plantard avrebbe avuto prima e durante la guerra con l'ambiente della sinarchia di Saint-Yves d'Alveidre, in particolare tramite Georges Monti, alias Israel Monti.
Questi suoi interessi lo inducono nel 1947 a iniziare le pratiche legali necessarie per la fondazione della "Accademia latina", organizzazione per la ricerca storica. Ma bisognerà aspettare gli anni cinquanta per vederlo diffondere, nella cerchia cattolica, una versione della sua storia personale accreditante la sua discendenza regale dal merovingio Dagoberto II, pretendente al trono francese.
L'8 luglio del 1951 Plantard si iscrive alla loggia massonica "L'avvenire del Chablais" del Grande Oriente di Francia.

#### Il Priorato di Sion
(Pierre Plantard)
Nel dicembre del 1953, uscito dopo sei mesi dalla prigione per appropriazione indebita, Plantard dichiara di essere il dirigente di un'associazione segreta, il "Priorato di Sion".
Il "Priorato di Sion - C.I.R.C.U.I.T." (Cavalleria di Istituzione e Regola Cattolica di Unione Indipendente Tradizionalista), in base all'articolo III.c dello statuto, prendeva il nome da una vicina montagna, chiamata Sion, nei pressi della cittadina francese di Annemasse (niente a che vedere, dunque, con il più noto monte Sion in Palestina). Questa associazione si dedicava, tramite un suo giornale intitolato Circuit, ad opporsi alla borghesizzazione della regione. Il Priorato del 1956 aveva sede nell'abitazione di Plantard medesimo ad Annemasse, ed era stato registrato ufficialmente alla sotto-prefettura di Saint-Julien-en-Genevois il 7 maggio 1956 da André Bonhomme e Pierre Plantard, come prevedeva la legge francese.
Venne sciolto in un periodo successivo all'ottobre 1956, ma rivitalizzato in modo intermittente da Plantard tra il 1962 e il 1993, come loggia iniziatica, con la speranza che sarebbe diventato un'avanguardia dedicata alla restaurazione della cavalleria e della monarchia in Francia, per portare avanti le sue pretese di successore al trono di Francia.
Il Priorato iniziò a produrre fra il 1964 e il 1967 tutta una serie di documenti, sotto il nome di "Dossiers segreti di Henri Lobineau", spesso di distribuzione limitata e pubblicati in edizione privata.
Gli argomenti di queste carte erano i più generici, ma in tutti v'erano inseriti riferimenti, più o meno espliciti, a un presunto passato millenario del Priorato; molti di questi documenti, inoltre, ricollegavano questo oscuro passato al mistero del curato Bérenger Saunière. I documenti furono depositati alla Bibliothèque Nationale di Parigi sotto vari pseudonimi.

#### Le pergamene e l'oro di Rennes
È più o meno dello stesso periodo la pubblicazione de Le trèsor maudit (1967), un romanzo best seller scritto da Gérard de Sède in cui si afferma che l'abate Saunière aveva trovato delle misteriose pergamene indicanti un tesoro da cui sarebbero provenute le sue misteriose ricchezze.
La notorietà del Priorato di Sion inizierà proprio nel periodo in cui Plantard entra in contatto con Gérard de Sède, già noto per un libro sulla storia della città di Gisors: I templari sono fra noi (1962).
Questo incontro determinerà la pubblicazione di un successivo libro di de Sède, L'oro di Rennes (1967), che poi costituirà la base del bestseller di Dan Brown: Il codice da Vinci.
Nel libro veniva raccontato il ritrovamento da parte di Saunière di alcune pergamene, corredato da alcune testimonianze.
In realtà, le pergamene riprodotte nel libro di De Sède erano state riprodotte dal marchese Philippe de Chérisey (1923 - 1985), umorista della radio francese e attore (sotto il nome di Amédée), amico di Plantard, che nel 1979 ebbe a dichiarare: « Les parchemins ont été fabriqués par moi, dont j'ai pris le texte en onciale à la Bibliothèque Nationale sur l'œuvre de Dom Cabrol, l'Archéologie chrétienne » (Le pergamene sono state fabbricate da me prendendo il testo in onciale dell'opera di Dom Cabrol presso la Biblioteca Nazionale)
Il messaggio nascosto nelle pergamene faceva riferimento ad un tesoro che apparteneva a Sion (dunque al Priorato) e a Dagoberto II e a qualcuno che era "morto là" (a Rennes).
Il personaggio che sarebbe morto a Rennes era, secondo Plantard, Sigisberto IV, presunto figlio di Dagoberto che storicamente si ritiene essere deceduto molto giovane e senza figli insieme al padre, mentre nel racconto di Plantard diviene l'anello di congiunzione tra i Merovingi e i signori di Rennes, dai quali - a sua volta - egli affermava di discendere.

### L'affare Pechiney-Triangle
Nel 1993 Pierre Plantard viene implicato nell'inchiesta giudiziaria sulla morte di Roger-Patrice Pelat, vecchio amico del presidente François Mitterrand.
In tribunale Plantard confesserà che le liste in cui era inserito il nome di Pelat come gran maestro del Priorato erano state da lui stesso falsificate.
In quest'ultimo periodo della sua vita Plantard non ebbe più la notorietà di cui era stato precedentemente oggetto.
Coerentemente con il suo interesse per i misteri, Plantard volle anche in quest'ultima occasione far credere di essere morto il 13 giugno del 2000, quando in realtà era deceduto il 3 febbraio dello stesso anno. Il suo corpo fu cremato.

## Opere
- Vaincre: Pour une Jeune Chevalerie (editor, six issues, 1942–1943). Bibliothèque nationale, RES 4- LC2-7335
- Circuit. Bulletin d'Information et de Défense des Droits et de la Liberté des Foyers H.L.M. (editor, twelve issues, 1956).  Bibliothèque nationale, 4-JO-12078
- Circuit, Publication Périodique Culturelle de la Fédération des Forces Françaises (editor, originally nine issues, 1959). Bibliothèque nationale, 4-JO-14140
- Gisors et son secret (1961). Bibliothèque nationale, 4-LK7-56747
- Tableaux Comparatifs des Charges Sociales dans les Pays du Marché Commun (1961). Bibliothèque nationale, 4-R PIECE-5274
- Victor Hugo (1978). Bibliothèque nationale, 4-LN27-75000
- Preface to Henri Boudet, La Vraie Langue Celtique et le Cromleck de Rennes-les-Bains (Paris: Éditions Pierre Belfond, 1978). ISBN 2-7144-1186-X
- L'Or de Rennes: mise au point (1979). Bibliothèque nationale, 4-Z PIECE-1182
- "L'Horloge Sacrée qui permet décoder les quatrains", in Nostra, Special-Issue Number 1 (1982).
- Vaincre (editor, four issues, 1989–1990). Bibliothèque nationale, 4-JO-57134